# Borís Xeremétev
Borís Petróvitx Xeremétev - Борис Петрович Шереметев (rus) - (25 d'abril de 1652, Moscou - 17 de febrer de 1719, Moscou) fou un mariscal de camp i diplomàtic rus. Rebé el primer títol de comte en tota la història de Rússia el 1706.

## Biografia
En la seva joventut, Xeremétev fou patge del Tsar Aleix I abans d'iniciar la seva carrera militar. Des de 1671 serví en la cort del tsar. El 1681 comandava les forces de Tambov en la lluita contra el Kanat de Crimea, i des de 1682 fou un Boiar. De 1685 a 1687 participà en les negociacions i en la conclusió del "Tractat de Pau Eterna" amb la Confederació de Polònia i Lituània i en l'aliança amb l'Arxiducat d'Àustria. A finals de 1687 assumí el comandament de les tropes russes estacionades a Bélgorod que defensaven la frontera sud del Tsarat, i participà en les Campanyes de Crimea. Després que Pere el Gran obtingués el poder el 1689, he joined him as a fellow campaigner. Va participar, juntament amb Ivan Mazepa en la guerra contra els otomans durant la dècada de 1690. Durant les
Campanyes d'Azov (1695-1696) comandà els exèrcits russos desplegats al llarg del Dnièper per combatre el Kanat de Crimea. Entre 1697 i 1699 dugué a terme diverses operacions diplomàtiques a Polònia, Àustria, Itàlia i Malta. El 1698, el tzar Pere el Gran envià una delegació a Malta, liderada per Xeremétev, per observar l'entrenament i les tècniques dels Cavallers de Malta i la seva flota. Xeremétev també temptejà la viabilitat de futures operacions conjuntes amb els Cavallers, incloent accions contra els otomans i la creació d'una base naval russa.

### Gran Guerra del Nord
Durant la Gran Guerra del Nord (1700-1721) Xeremétev demostrà ser un cap militar capaç però cautelós. Durant la guerra fou el comandant en cap i l'oficial de rang més alt de l'exèrcit rus. Xeremétev fou molt cautelós en els seus moviments, però fou més efectiu que el jove Príncep Ménxikov, el segon en l'escala de comandament, la impulsivitat del qual no sempre culminà amb la victòria.
El 1700 s'uní a l'atac de l'exèrcit rus a Narva, als inicis de la Gran Guerra del Nord, però foren rebutjats i obligats a retirar-se a les seves posicions a Estònia. Després es convertí en comandant de les forces russes que combatien els suecs a les Províncies Bàltiques. Xeremétev fou derrotat per W. A. Schlippenbach a Rauge el 1701, però després el derrotà a Erastfer. Aquesta victòria li valgué el títol de Mariscal de camp, i aconseguí una altra victòria a la batalla de Hummelshof el 1702. A continuació va prendre les fortaleses de Nöteborg i Nyenskans el 1703, el que permeté la fundació de Sant Petersburg, i ocupà les importants ciutats bàltiques de Dorpat i Narva el 1704. El 1705 va ser enviat a Astracan, on va reprimir amb força i èxit la Revolta d'Astracan.
Posteriorment, Xeremétev s'enfrontà al general suec Lewenhaupt, al qual derrotà a la Gemauerthof el 1705, i Carles XII, que el vencé a la Holowczyn. La seva venjança arribà a la batalla de Poltava, on era l'oficial rus de més alt rang, on l'exèrcit suec fou derrotat per les tropes russes. Sota les seves ordres les forces russes conqueriren Riga el 1710. Després liderà la columna principal en la Campanya del Pruth. Lluitant contra els otomans el, fou copat a Pruth. Entre 1715 i 1717 comandà l'exèrcit rus a Pomerània i Mecklenburg.
Encara que simpatitzà amb els esforços de Pere el Gran per occidentalitzar Rússia, mai formà part del cercle íntim del tsar. Morí el 1719 a Moscou i fou enterrat a Sant Petersburg. Entre els seus descendents hi ha Piotr Xeremétev i Natàlia Xereméteva.